# Geselski članek
Geselski članek je članek, ki je besedilo, ki razlaga geslo (termin) v slovarju. Sestavljen je iz glave, ki je začetni del geselskega članka in sega do kvalifikatorja, ki določa besedno vrsto; zaglavja, ki so podatki vse od glave pa do podatkov o intonaciji; pomenskega dela, ki razlaga pomen gesla s pomočjo razlage, ilustrativnega gradiva in primerov dejanske rabe. Na koncu geselskega članka sta frazeoložko gnezdo, ki navaja frazeme vezane na geslo in terminološko gnezdo, ki se ukvarja z geslom kot terminom.